# Polygala microspora
Polygala microspora là một loài thực vật có hoa trong họ Polygalaceae. Loài này được S.F.Blake miêu tả khoa học đầu tiên năm 1929.